# Bunuri mobile din domeniul artă plastică clasate în patrimoniul cultural național al României aflate în județul Sălaj
Acestă listă conține bunurile mobile din domeniul artă plastică clasate în Patrimoniul cultural național al României aflate la momentul clasării în județul Sălaj.

## Tezaur
| Foto | Informații generale                                          | Detalii tehnice                                                                         | Descriere | Deținător                                 | Legături |
| ---- | ------------------------------------------------------------ | --------------------------------------------------------------------------------------- | --------- | ----------------------------------------- | -------- |
|      | Floarea soarelui Autor: Sima, Ioan                           | Datare: Sec. XX;1/2 Școală: Școala contemporană transilvăneană Material: ulei pe carton |           | Muzeul Județean de Istorie și Artă, Zalău | Cimec    |
|      | Bluza roșie Autor: Sima, Ioan                                | Datare: Sec. XX;1/2 Școală: Școala contemporană transilvăneană Material: ulei pe pânză  |           | Muzeul Județean de Istorie și Artă, Zalău | Cimec    |
|      | Soția consulului francez (Madame Casanova) Autor: Sima, Ioan | Datare: Sec. XX;1/2 Școală: Școala contemporană transilvăneană Material: ulei pe pânză  |           | Muzeul Județean de Istorie și Artă, Zalău | Cimec    |
|      | Lelea Nișcă Autor: Sima, Ioan                                | Datare: Sec. XX;1/2 Școală: Școala contemporană transilvăneană Material: ulei pe pânză  |           | Muzeul Județean de Istorie și Artă, Zalău | Cimec    |
|      | Autoportret Autor: Sima, Ioan                                | Datare: Sec. XX;1/2 Școală: Școala contemporană transilvăneană Material: ulei pe pânză  |           | Muzeul Județean de Istorie și Artă, Zalău | Cimec    |

## Fond
| Foto | Informații generale              | Detalii tehnice | Descriere                                                                                               | Deținător                   | Legături |
| ---- | -------------------------------- | --- | --- | --------------------------- | -------- |
|      | Plângerea Autor: Harșia, Theodor | Datare: 1940-1945 (?) Descoperit: jud., com. Dimensiuni: 44,5 x 33 cm; 80 x 66 cm (cu ramă) Material: ulei pe carton | Tabloul prezintă o scenă religioasă: plângerea lui Iisus Hristos. Semnat dreapta jos cu brun: T. Harșa. | Colecții particulare, Sălaj | Cimec    |